# Neophyllaphis propinqua
Neophyllaphis propinqua  (лат.) — вид архичных тлей рода Neophyllaphis из подсемейства Neophyllaphidinae. Бразилия.

## Описание
Мелкие насекомые, длина 2,1—2,5 мм. Усики 6-члениковые, короче чем тело. Монофаги, питаются на молодых хвойных растениях Podocarpus lambertii (Podocarpaceae, Бразилия). Половые крылатые особи появляются в октябре-декабре
.